# Piorun i Lekka Stopa
Piorun i Lekka Stopa (ang. Thunderbolt and Lightfoot) – amerykańska komedia kryminalna z 1974 w reżyserii Michaela Cimino.

## Fabuła
Włóczykij  „Lekka Stopa“ (Jeff Bridges) spotyka złodzieja, Johna „Pioruna“ (Clint Eastwood), któremu pomaga kolejny raz uciec przed jego wspólnikami: Redem (George Kennedy) i Eddiem (Geoffrey Lewis). Po pościgu wspólnicy dopadają jednak „Pioruna“ i „Stopę“, który proponuje zorganizowanie napadu...

## Obsada
- Clint Eastwood jako John „Piorun“ Doherty
- Jeff Bridges jako „Lekka Stopa“
- George Kennedy jako Red Leary
- Geoffrey Lewis jako Eddie Goody[2]

## Nominacja doOscara
- Jeff Bridges  – najlepszy aktor drugoplanowy (1975)